# Prêmio Dan David
O Prêmio Dan David concede anualmente três prêmios de um milhão de dólares cada, financiados pela Fundação Dan David e Universidade de Tel Aviv, a pessoas que tenham contribuido de forma destacada nos campos da ciência, tecnologia, cultura e assistência social. Existem três categorias de prêmio: passado, presente e futuro. Os laureados com o prêmio doam 10 por cento do prêmio monetário a estudantes de doutorado e pesquisadores de destaque.

## História
A Fundação Dan David foi fundada em 2000, dotada com 100 milhões de dólares pelo empresário e filantropo romeno Dan David. A primeira cerimônia de concessão do prêmio foi na Universidade de Tel Aviv, em maio de 2002. O diretor fundador do prêmio foi o professor Gad Barzilai, e a fundação é atualmente dirigida por Itamar Rabinovich, antigo presidente da Universidade de Tel Aviv. Em 2007 a cerimônia de entrega do prêmio foi na Ópera Nacional de Paris.

## Laureados
| Ano  | Tema                                                    | Laureado                                                         |
| ---- | ------------------------------------------------------- | ---------------------------------------------------------------- |
| 2002 | Passado - História                                      | Instituto Warburg                                                |
| 2002 | Presente - Tecnologia, informação e sociedade           | William Daniel Hillis                                            |
| 2002 | Futuro - Biologia                                       | Sydney Brenner, John Sulston, Robert Hugh Waterston              |
| 2003 | Passado - Paleoantropologia                             | Michel Brunet                                                    |
| 2003 | Presente - Editoração & Mídia eletrônica                | James Nachtwey, Frederick Wiseman                                |
| 2003 | Futuro - Cosmologia & astronomia                        | John Norris Bahcall                                              |
| 2004 | Passado - Cidades: Legado histórico                     | Roma, Istambul, Jerusalém                                        |
| 2004 | Presente - Liderança: Mudando nosso mundo               | Klaus Schwab                                                     |
| 2004 | Futuro - Ciência cerebral                               | Robert Wurtz, Amiram Grinvald, William Newsome                   |
| 2005 | Passado- Arqueologia                                    | Graeme Barker, Israel Finkelstein                                |
| 2005 | Presente - Artes cênicas: Cinema, Teatro, Dança, Música | Peter Brook                                                      |
| 2005 | Futuro - Ciência dos materiais                          | Robert Langer, George Whitesides, Chintamani Rao                 |
| 2006 | Passado - Música                                        | Yo-Yo Ma                                                         |
| 2006 | Presente - Jornalismo                                   | Magdi Allam, Mónica González, Adam Michnik, Goenawan Mohamad     |
| 2006 | Futuro - Tratamento do câncer                           | John Mendelsohn, Joseph Schlessinger                             |
| 2007 | Passado - Historiadores                                 | Jacques Le Goff                                                  |
| 2007 | Presente - Música contemporânea                         | Pascal Dusapin, Zubin Mehta                                      |
| 2007 | Futuro - Questão energética                             | James E. Hansen, Jerry Olson, Sarah Kurtz                        |
| 2008 | Passado - Representação Criativa do Passado             | Amos Oz, Tom Stoppard, Atom Egoyan                               |
| 2008 | Presente - Responsabilidade social                      | Al Gore                                                          |
| 2008 | Futuro - Geosciências                                   | Ellen Mosley-Thompson & Lonnie Thompson, Geoffrey Eglinton       |
| 2009 | Passado - Astrofísica - História do Universo            | Paolo de Bernardis, Andrew E. Lange, Paul Richards               |
| 2009 | Presente - Liderança                                    | Tony Blair                                                       |
| 2009 | Futuro - Saúde Pública Global                           | Robert Gallo                                                     |
| 2010 | Passado - Marcha para a Democracia                      | Giorgio Napolitano                                               |
| 2010 | Presente - Literatura: Rendição do Século 20            | Margaret Atwood, Amitav Ghosh                                    |
| 2010 | Futuro - Computadores e Telecomunicações                | Leonard Kleinrock, Gordon Moore, Michael Rabin                   |
| 2011 | Passado - Evolução                                      | Marcus Feldman                                                   |
| 2011 | Presente - Cinema e sociedade                           | Joel e Ethan Coen                                                |
| 2011 | Futuro - Envelhecimento, preparando-se para o desafio   | Cynthia Kenyon, Gordon Moore, Gary Ruvkun                        |
| 2012 | Passado - História/Biografia                            | Robert Conquest, Martin Gilbert                                  |
| 2012 | Presente - Artes plásticas                              | William Kentridge                                                |
| 2012 | Futuro - Pesquisa do genoma                             | David Botstein, Eric Lander, Craig Venter                        |
| 2013 | Passado - Filosofia clássica                            | Geoffrey Lloyd                                                   |
| 2013 | Presente - Filosofia atual                              | Michel Serres, Leon Wieseltier                                   |
| 2013 | Futuro - Medicina preventiva                            | Alfred Sommer, Esther Duflo                                      |
| 2014 | Passado - História                                      | Krzysztof Czyzewski, Pierre Nora, Saul Friedländer               |
| 2014 | Presente - Demência                                     | John Hardy, Peter St George-Hyslop, Brenda Milner                |
| 2014 | Futuro - Inteligência artificial                        | Marvin Minsky                                                    |
| 2015 | Passado - Historiadores e suas fontes                   | Peter Brown, Alessandro Portelli                                 |
| 2015 | Presente - Revolução na informação                      | Jimmy Wales                                                      |
| 2015 | Futuro - Bioinformática                                 | Michael Waterman, David Haussler, Cyrus Chothia                  |
| 2016 | Passado – Historia da Sociedade                         | Inga Clendinnen, Catherine Hall (Prêmio recusado), Arlette Farge |
| 2016 | Presente – Combate à Pobreza                            | Anthony Atkinson, François Bourguignon, James Heckman            |
| 2016 | Futuro – Nanociências                                   | Paul Alivisatos, Chad Mirkin, John Pendry                        |
| 2017 | Passado – Arqueologia e Ciências naturais               | Svante Pääbo, David Reich                                        |
| 2017 | Presente – Literatura                                   | Jamaica Kincaid, Avraham Yehoshua                                |
| 2017 | Futuro – Astronomia                                     | Neil Gehrels, Shrinivas Kulkarni, Andrzej Udalski                |
| 2018 | Passado – História da Ciência                           | Lorraine Daston, Evelyn Fox Keller, Simon Schaffer               |
| 2018 | Presente – Bioética                                     | Ezekiel Emanuel, Jonathan Glover, Mary Warnock                   |
| 2018 | Futuro – Medicina Personalizada                         | Carlo M. Croce, Mary-Claire King, Bert Vogelstein                |
| 2019 | Passado – Macro-história                                | Kenneth Pomeranz, Sanjay Subrahmanyam                            |
| 2019 | Presente – Defesa da Democracia                         | Michael Ignatieff, Repórteres sem Fronteiras                     |
| 2019 | Futuro – Combate às Alterações Climáticas               | Christiana Figueres                                              |
| 2020 | Passado – Preservação e Recriação Cultural              | Lonnie G. Bunch III, Barbara Kirshenblatt-Gimblett               |
| 2020 | Presente – Igualdade de Género                          | Gita Sen, Debora Diniz                                           |
| 2020 | Futuro – Inteligência Artificial                        | Demis Hassabis, Amnon Shashua                                    |
| 2021 | Passado – História da Saúde e da Medicina               | Alison Bashford, Katharine Park, Keith Wailoo                    |
| 2021 | Presente – Saúde Pública                                | Anthony Fauci                                                    |
| 2021 | Futuro – Medicina Molecular                             | Zelig Eshhar, Carl June, Steven Rosenberg                        |